# Ampelion
Ampelion – rodzaj ptaków z podrodziny bławatników (Cotinginae) w rodzinie bławatnikowatych (Cotingidae).

## Zasięg występowania
Rodzaj obejmuje gatunki występujące w Ameryce Południowej.

## Morfologia
Długość ciała 21–21,5 cm; masa ciała 47–80 g.

## Systematyka

### Nazewnictwo
- Ampelion: łac. ampelion, ampelionis „nieznany, różnie identyfikowany ptak”, od gr. αμπελιων ampeliōn, αμπελιωνος ampeliōnos „nieznany, mały ptak” wspomniany przez Dionizjosa[5].
- Heliochera:  gr. ἡλιος hēlios „słońce”; χηρα khēra „wdowa” (por. χειρα kheira „ręka” tj. skrzydło)[6]. Gatunek typowy: Ampelia rubrocristata d’Orbigny & Lafresnaye, 1837.

### Podział systematyczny
Do rodzaju należą następujące gatunki:
- Ampelion rubrocristatus (d’Orbigny & Lafresnaye, 1837) – andowiec czarniawy
- Ampelion rufaxilla (von Tschudi, 1844) – andowiec obrożny